# Gare de Maubec
La gare de Maubec est une gare ferroviaire française, fermée, de la ligne de Cavaillon à Saint-Maime - Dauphin. Elle est située au lieu-dit Coustellet, sur le territoire de la commune de Maubec, dans le département de Vaucluse, en région Provence-Alpes-Côte d'Azur.
Depuis 1996, l'ancien bâtiment voyageur a été renommé « La Gare », lieu de diffusion culturel, « un espace convivial, artistique, citoyen, d'éducation populaire et de développement local », animé par l'association Animation Vauclusienne Educative et Culturelle (AVEC).

## Situation ferroviaire
Établie à 105 mètres d'altitude, la gare de Maubec est située au point kilométrique (PK) 10,10 de la ligne de Cavaillon à Saint-Maime - Dauphin (fermée et déclassée) entre les gares de Robion et des Beaumettes.

## Histoire
Après de multiples études et négociations entre la compagnie, la presse annonce l'enquête d'utilité publique qui doit se dérouler du 20 au 28 mai 1874, la commune de Maubec est l'une des communes choisies pour l'implantation d'une gare sur la section de ligne de Cavaillon à Apt, l'ouverture officielle de la ligne et de la gare, a lieu le 1er février 1877. Il faut attendre la fin de l'année 1890 pour l'ouverture de la section d'Apt à Saint-Maime et Volx.
Le service voyageur, qui n'a jamais réussi à être rentable, ferme définitivement sur l'ensemble de la ligne en 1938, et après plus d'une centaine d'années d'activité, la section de Cavaillon à Apt est fermée au service marchandises le 27 mai 1988, le déclassement intervenant en 1991.

## Patrimoine ferroviaire

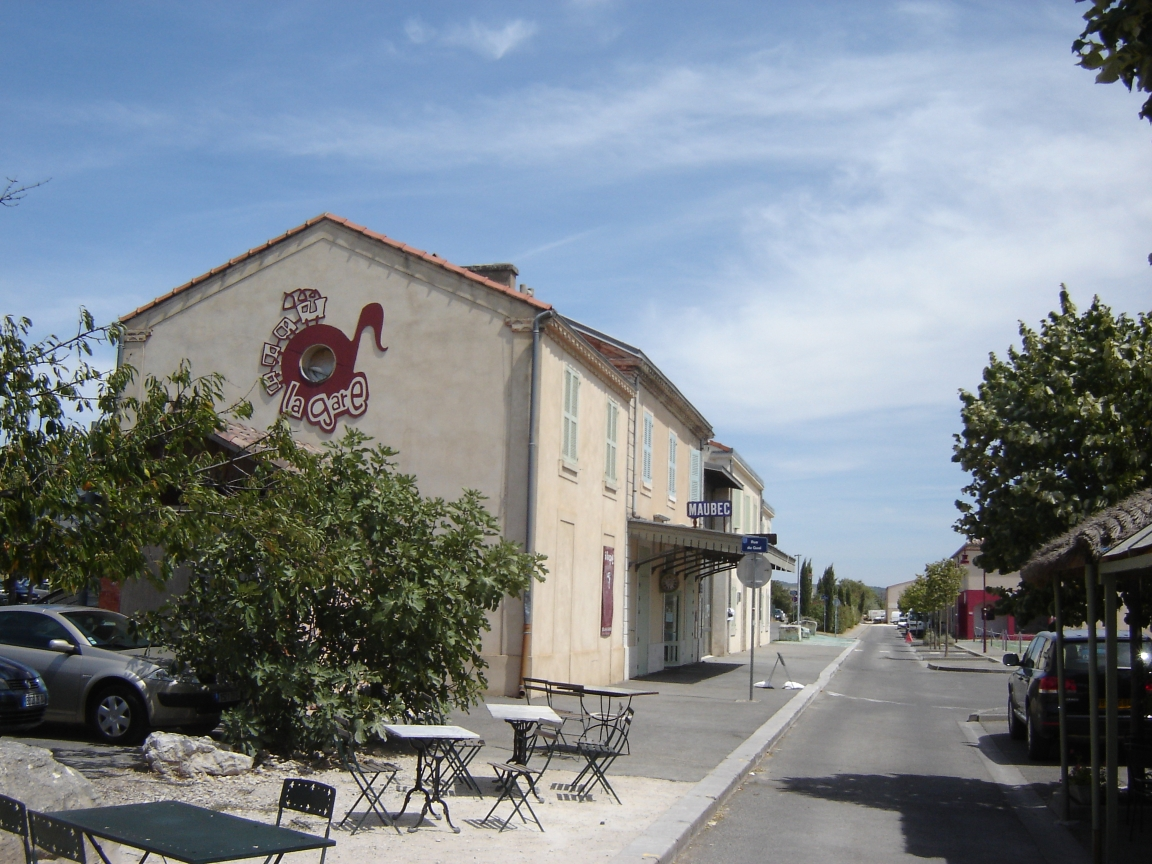
L'ancien bâtiment voyageurs devenu La Gare espace culturel.

Après avoir été rachetée par la Communauté de communes de Coustellet, l'ancienne Gare SNCF de Maubec voit son bâtiment de voyageurs reconverti en un lieu de diffusion de musiques actuelles par un petit groupe d'amateurs passionnés, regroupés au sein de l'association A.V.E.C. créée en 1995. En 1996 ils ouvrent « La Gare » devenue un Café-Musiques. 
Au fil des années le projet se structure et s'enrichit, dynamisé par des bénévoles soutenus par les collectivités locales. Le bâtiment rénové est transformé par touches successives, avec notamment, un agrandissement du lieu de spectacle en 1991, et le réaménagement d'une partie du site pour y inclure un espace multimédia, un lieu d'hébergement et une cuisine en 2003.
En 2006, La Gare organise 10 jours de fêtes pour l'anniversaire de ses 10 ans d'activités.